# 楊戯
楊 戯（よう ぎ）は、中国三国時代の政治家。字は文然。蜀漢に仕えた。益州犍為郡武陽県の人。『季漢輔臣賛』の著者。『三国志』蜀書に独立した伝がある。

## 生涯
若くして張表らとともに名を知られ、諸葛亮からも高く評価されていた。20余歳で州の書佐から督軍従事となり、軍内の裁判を司った。その裁定は公正であると称賛され、丞相府に召されて主簿に任命された。諸葛亮の没後、尚書右選部郎に任命されるが、蔣琬に請われて治中従事史となった。蔣琬が大将軍となり将軍府を開くと、召されて東曹掾となった。
その後、南中郎参軍に昇進し、庲降都督の張表の副将となり建寧太守を兼任した。しかし、病気により成都へ召還され、護軍監軍に任命された。後に再び地方に出て梓潼太守を拝命、また中央に戻り射声校尉となった。どの役職においても清廉・簡約で、煩瑣なことは言わなかったという。
延熙4年（241年）、『季漢輔臣賛』を著した。
延熙20年（257年）、姜維らとともに出陣し芒水まで至った。楊戯は姜維を嫌っていたため、酒の席で嘲るような発言を何度もした。姜維は平静を取り繕っていたが、内心穏やかではなかった。そのため軍の帰還後、姜維の意を受けた者に上訴され、免官された上で庶民に落とされてしまった。
景耀4年（261年）に死去した。

## 人物
陳寿は「怠惰で、仕事も適当に手を抜く性分ではあったが、一度も他人に取り入る言葉を口にしたり、過度の愛情をもって人に接したりしなかった」と評している。一方で、旧友への援助は惜しむことがなかった。また、当時は評価が低かった譙周を楊戯は重んじ「我らの子孫は譙周に及ばぬであろう」と誉め称えた。
蔣琬との議論の時に返事をしないことが度々あった。楊戯を快く思わない者が彼を失脚させようと「楊戯は公と話しても返事をしません。何という思い上がりでしょうか」と蔣琬に指摘した。蔣琬は「人の心が同じではないのは、各々の顔が違うのと同じだ。表面で従っておいて後からあれこれ言うのは、古人の戒めるところである。楊戯が私の言葉に賛同すれば、それは彼の本心ではなく、かといって私の言葉に反対すれば、それは私の非を明らかにする事になる。だから黙っていたのだ。これは楊戯の美点である」と言った。